# (4030) Archenhold
(4030) Archenhold es un asteroide perteneciente al cinturón de asteroides, descubierto el 2 de marzo de 1984 por Henri Debehogne desde el Observatorio de La Silla, Chile.

## Designación y nombre
Designado provisionalmente como 1984 EO1. Fue nombrado Archenhold en honor al astrónomo alemán Friedrich Simon Archenhold.